# Kermanshah (shahrestan)
Kermanshah (persiska: کرمانشاه), eller Kirmaşan (kurdiska: کرماشان), officiellt Shahrestan-e Kermanshah (شهرستان کرمانشاه), är en delprovins (shahrestan) i Iran. Den ligger i provinsen Kermanshah, i den västra delen av landet. Administrativt centrum är staden Kermanshah.
Delprovinsen hade 1 083 833 invånare 2016.